# 阿爾斯通
阿尔斯通（法語：Alstom）是一家大型的法国公司，总部位于法国塞纳河畔圣旺附近，其主要业务为电力及轨道交通基础设施（例如TGV和欧洲之星），是全球第二大軌道交通設備製造商和解決方案供應商。

## 历史
- 1928年：汤姆孙-豪斯顿电气公司与阿尔萨斯机械制造公司合并成立阿尔斯通（Alsthom），第一家工厂位于贝尔福。
- 1932年：阿尔斯通通过收购法国建筑电气公司进入交通领域，后者是一家电力机车、电气及液压设备制造商。
- 1955年：阿尔斯通的CC机车创造时速331公里的世界纪录。
- 1956年：阿尔斯通为法国希农核电站提供第一台82MW核电用汽轮机。
- 1969年：法国通用电气公司成为阿尔斯通的大股东。
- 1976年：阿尔斯通与大西洋船厂合并成为阿尔斯通大西洋（ALSTHOM Atlantique），公司新增船舶制造业务。
- 1977年：阿尔斯通为帕吕埃尔核电站建造了第一台1300MW发电机，输出功率达到创纪录的1500MW。
- 1978年：阿尔斯通向法国国营铁路公司交付第一辆TGV高速列车。TGV分别于1981年（时速380公里）和1990年（时速515.3公里）创造了当时轨道交通车辆时速的世界纪录。2001年，TGV从加来开往马赛，全程1067.2公里，耗时3小时29分钟，成为世界高速列车耐力纪录。
- 1986年：阿尔斯通贝尔福工厂从法国电力公司处获得当时世界上最大的燃气轮机（212MW）订单。
- 1989年：比利时沙勒罗瓦电气工程公司解散，阿尔斯通收购了其能源、自动化和交通运输部门。同年，阿尔斯通与英国通用电气公司电站系统部部门合并成立GEC阿尔斯通，同年又收購位於英國伯明翰的列車生產商都城嘉慕，将业务延伸到法国之外。
- 1991年，法国通用电气公司更名为阿尔卡特·阿尔斯通通用电气公司。
- 1994年：GEC阿尔斯通收购德国铁路车辆制造商林克-霍夫曼-布施公司。
- 1995年，GEC阿尔斯通获得蒸汽轮机制造商曼能源公司的股份。
- 1998年：GEC阿尔斯通收购了电气工程承包公司西技来克（Cegelec）。6月22日，GEC阿尔斯通在巴黎证券交易所上市，并将公司名称从Alsthom改为Alstom。大股东通用电气和阿尔卡特出售了他们在公司的部分股份（各为23.6%）。同年，阿尔斯通收购意大利萨西布铁路公司和美国通用铁路信号公司。
- 1999年：阿尔斯通能源部门与ABB合资成立ABB阿尔斯通电力公司，并各持50%股份。阿尔斯通还收购了加拿大旅客信息与安全公司Télécité。同时阿尔斯通将其重型燃气轮机业务出售给美国通用电气公司。
- 2000年：阿尔斯通收购ABB在ABB阿尔斯通电力公司的股份。同年，阿尔斯通将其柴油发动机业务出售给曼集团并收购了全球摆式列车技术的领先者-意大利菲亚特铁路公司51%的股份。
- 2003年：阿尔斯通由于糟糕的销售面临超过50亿美元债务的财务危机，甚至存在清算的可能性。两年内公司股票价格跌去90%。阿尔斯通以11亿欧元向西门子公司出售了其工业轮机业务。作为法国政府32亿欧元拯救计划的一部分，阿尔斯通还被要求出售包括造船厂在内的多家子公司。
- 2004年：阿尔斯通公司21%的股份由法国政府持有并获得一项由欧盟批准的价值25亿欧元的法国政府紧急救援资金。阿尔斯通将其输配电业务出售给阿海珐公司，柴油机车制造商地中海铁路工业公司出售给福斯洛公司，阿尔斯通电力借赁公司出售给奥迪性能与赛车公司。同年，阿尔斯通向冠达公司的世界最大邮轮玛丽皇后二号交付了发電機，為4台勞斯萊斯美人魚（Mermaid）吊艙式推進器提供電力。
- 2006年：阿尔斯通将造船部门出售给挪威阿克造船厂并持有25%股份直到2010年。同时，阿尔斯通电能转换公司也被出售给巴克莱私募股权，后成为科孚德集团。6月，布依格公司收购法国政府持有的价值20亿欧元的21%股份并在年底增资至24%。
- 2007年：阿尔斯通V150列车组在法国高速铁路东线创造了574.5公里的新轨道交通车辆时速世界纪录，比1990年时创造的时速记录快59.5公里。6月，阿尔斯通收购西班牙风轮机制造商并将其更名为阿尔斯通风力公司。
- 2009年：阿尔斯通收购俄罗斯运输机械控股集团的25%股份。
- 2010年：阿尔斯通回购2004年出售给阿海珐公司的输配电部门，并创立新部门称为阿尔斯通电网。阿尔斯通在得克萨斯州阿马里洛开设风轮机组装厂，在田纳西州查塔努加开设风轮机制造厂。同时，一家新的水电设备公司也在中国开张。
- 2011年：阿尔斯通与伊拉克政府签署谅解备忘录，负责建造从巴格达到巴士拉的高速铁路。
- 2012年：阿尔斯通在世界多地开建工厂，包括加拿大魁北克省索雷尔-特雷西（客运列车）、法国瑟堡-奥克特维尔（与艾尔姆电力公司共同生产风力叶片）、圣纳泽尔（短舱和发电机）和俄罗斯乌法（与俄罗斯水电公司共同生产水电设备）等。
- 2013年：4月阿尔斯通高管皮耶鲁齐，在机场突然被美国联邦调查局逮捕。美国情报部称阿尔斯通的工作人员通过“行贿”，拿下印尼一个工程的合同，皮耶鲁齐也参与其中，违反了美国的《反海外腐败法》。因此，美国检方计划以涉嫌串谋洗钱等10项罪名起诉他，如果罪名成立，皮耶鲁齐将面临125年的监禁。就在皮耶鲁齐拒绝认罪之后，美国司法部再度火速逮捕了另一位阿尔斯通高管，这次是职位仅次于阿尔斯通CEO的高级副总裁。在皮耶鲁齐被囚禁的第10个月，美国企业通用电气CEO伊梅尔特和阿尔斯通CEO克朗和见了一面。通用首先提出了诱人的条件：帮克朗本人免除司法部起诉，并替阿尔斯通支付天价罚单。
- 2013年：11月，阿尔斯通宣布计划出售非核心资产并裁员1300人。
- 2014年：5月1日，通用电气公司斥資124億歐元（170億美元）現金收購阿爾斯通旗下全球发电机与電力業務。[3]
- 2017年：9月26日阿尔斯通与昔日对手德国西门子公司合并组建新公司「Siemens Alstom」（西門子阿爾斯通），合併後西門子將持有50.6%股份，以回应中国中车在全球轨道交通设备市场扩张的挑战。
- 2019年：2月6日，歐洲聯盟委员会否決德國西門子鐵路系統和阿尔斯通的鐵路交通業務合併案。歐盟認為會過度壟斷，會壓垮較小的競爭企業，並造成鐵路價格升高。
- 2020年：2月，阿尔斯通宣布已签署协议备忘录，以58亿欧元至62亿欧元的价格收购总部位于加拿大魁北克的跨国火车制造商庞巴迪运输。
- 2021年：1月29日，阿尔斯通宣布对庞巴迪运输的收购程序完成[2]。

## 公司业务

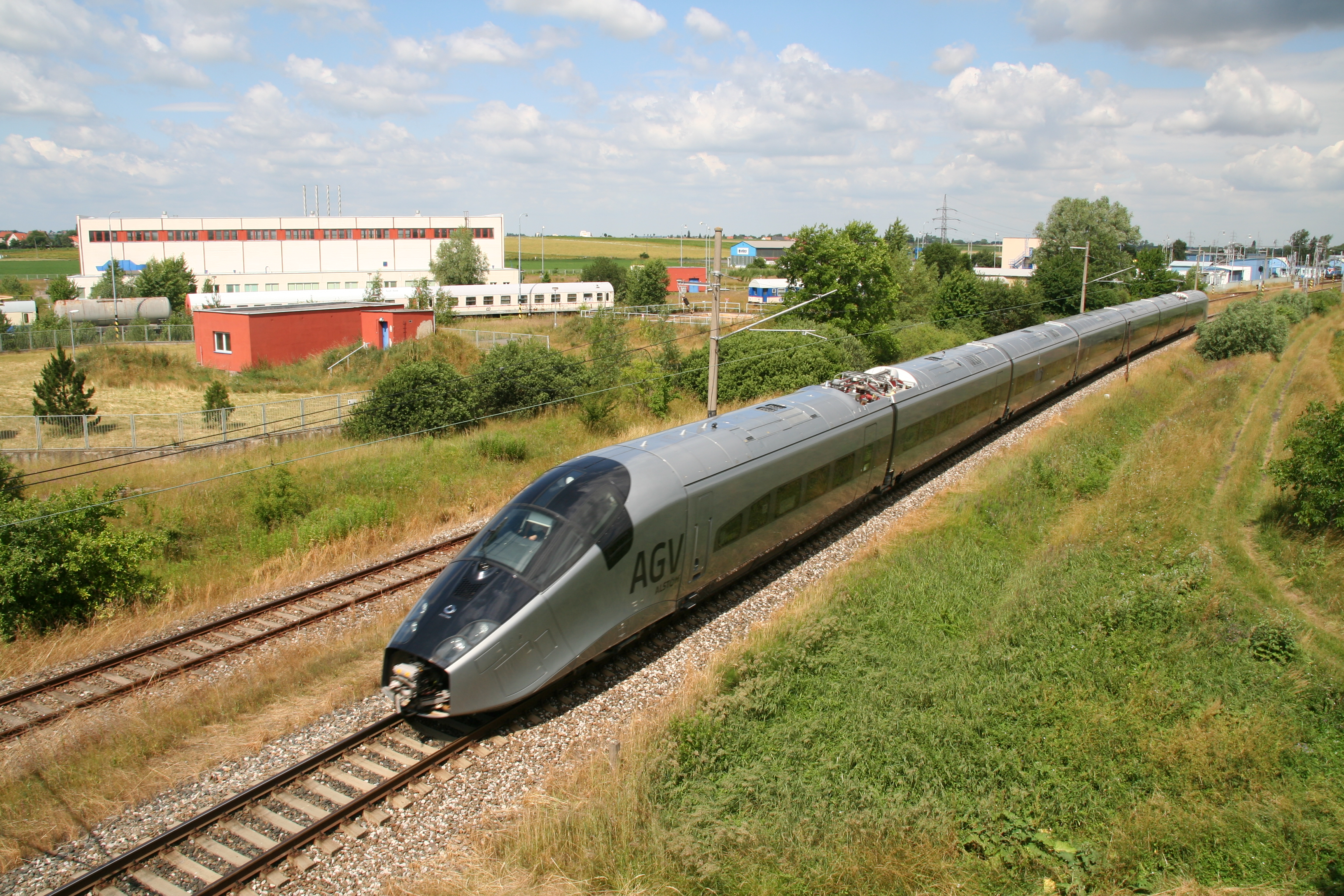
阿尔斯通最新的AGV超高速列车

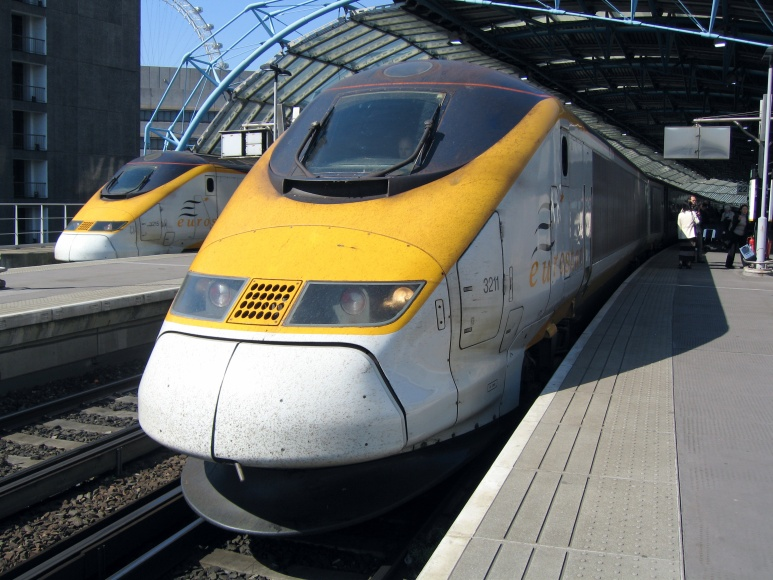
由阿尔斯通设计制造的欧洲之星高速列车

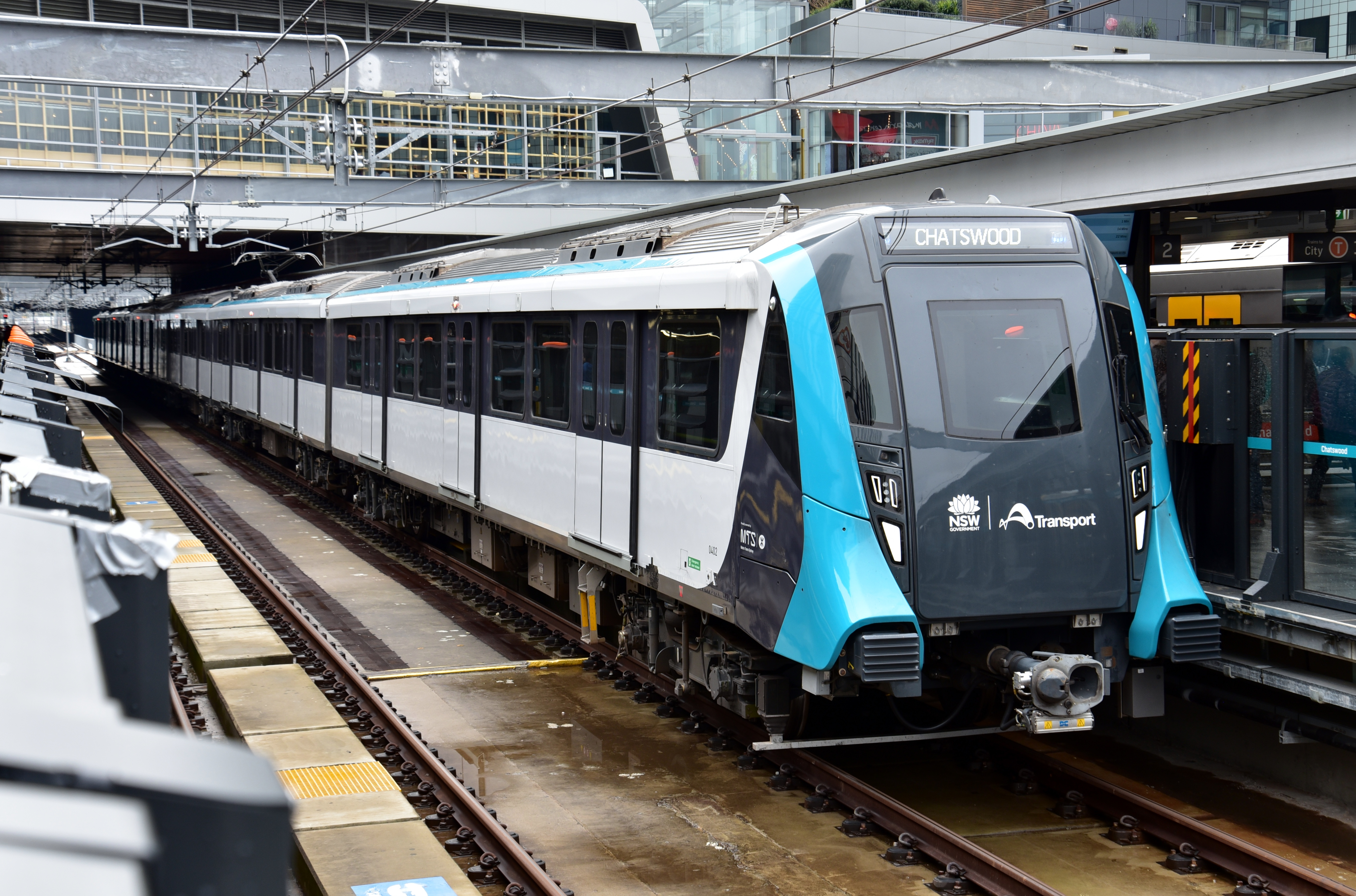
阿尔斯通的悉尼地鐵Metropolis列车

阿尔斯通的技术适用于所有能源形式（煤、天然气、核能、燃油、水力、风能），并且在环境保护领域（二氧化碳减排、氧化氮减排…）领域处于领先地位。阿尔斯通将为法国未来的欧洲压水堆核电站供应常规岛。集团还正在开发二氧化碳捕捉工艺，并将在中期内实现商业化。
在交通运输领域：
- 超高速列车和高速列车世界第二，仅次于中国中车，如TGV法国高速列车；
- 城市交通市场、区域列车、基础设施设备以及所有相关服务领域世界第二，如高雄環狀輕軌，新加坡地铁环线，新加坡地铁东北线，南京地铁1号线。

## 阿尔斯通在中国大陸
阿尔斯通参与了中国大陸过去50年的建设，目前，阿尔斯通在北京、上海、武汉、西安、天津、青岛、苏州、扬州、无锡、广州等地拥有合资公司，在北京、天津、上海、青岛和深圳有6家全资公司，在成都、广州、昆明、西安、天津和沈阳设有6个办事处，聘用了约10000名员工。另在香港有3家分支机构。

### 分支公司
- 阿尔斯通（中国）投资有限公司
- 阿尔斯通技术服务（上海）有限公司
- 阿尔斯通香港有限公司
- 阿尔斯通技术服务（香港）有限公司

交通运输：
- 上海阿尔斯通交通电气有限公司-牵引设备
- 卡斯柯信号有限公司（上海）-信号系统（中國通號-阿爾斯通合營）
- 上海阿尔斯通交通设备有限公司-列车制造
- 青岛阿尔斯通铁路设备有限公司-减震器
- 西安阿尔斯通永济电气设备有限公司-牵引发动机
- 阿尔斯通香港投资有限公司-地铁信号和列车

电力：
- 北重阿尔斯通（北京）电气装备有限公司-主要生产汽轮机和汽轮发电机
- 阿尔斯通水电设备（中国）有限公司和天津阿尔斯通水电设备有限公司-水轮机发电机
- 上海阿尔斯通敖韩热能设备有限公司-气热组件
- 阿尔斯通四洲电力设备（青岛）有限公司-飞灰处理设备
- 阿尔斯通（武汉）工程技术有限公司-工程及采购专业服务，项目管理服务
- 武汉锅炉股份有限公司-大型锅炉设备[4]
- 阿尔斯通创为实技术发展（深圳）有限公司-远程监控诊断
- 阿尔斯通电力服务（香港）有限公司 – 电力服务

电网：
- 阿尔斯通煜力(北京)隔离开关有限公司- 27.5千伏 至750千伏不等交流高压隔离开关
- 阿尔斯通电网技术中心有限公司- 电网业务中国技术中心
- 阿尔斯通电网工程 (上海)有限公司- 工程管理及服务
- 阿尔斯通互感器（上海）有限公司-气体绝缘变电站
- 上海电气阿尔斯通宝山变压器有限公司- 110千伏至800千伏不等变压器
- 上海电气阿尔斯通临港变压器有限公司-110千伏至800千伏不等变压器
- 阿尔斯通电网企业管理（上海）有限公司 -共享资源服务等；
- 阿尔斯通苏州高压电气开关有限公司-高压断路器，隔离开关和气体绝缘变电站
- 阿尔斯通隔离开关（无锡）有限公司-27.5千伏 至750千伏不等交流高压隔离开关
- 阿尔斯通（扬州）高压母线管有限公司-气体绝缘变电站高压母线
- 上海电气阿尔斯通（武汉）变压器有限公司-110千伏至800千伏不等变压器
- 拥有阿尔斯通（广东）开关设备有限公司-高压开关设备

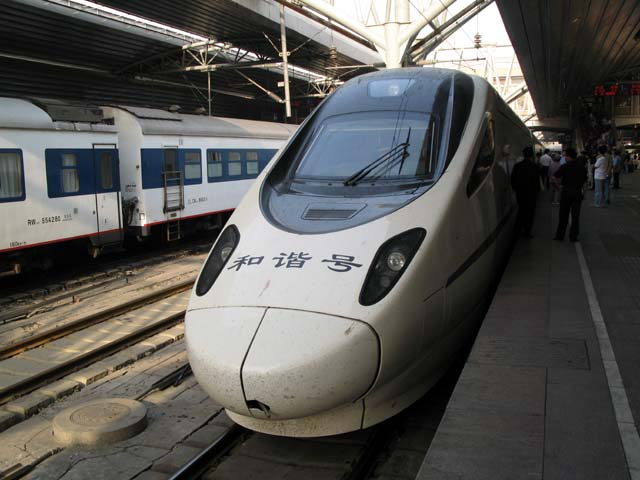
以阿尔斯通Pendolino动车组为基础，由阿尔斯通与中国中车集团长春轨道客车股份有限公司生产的和谐号CRH5型电力动车组

### 在中国大陸的主要项目

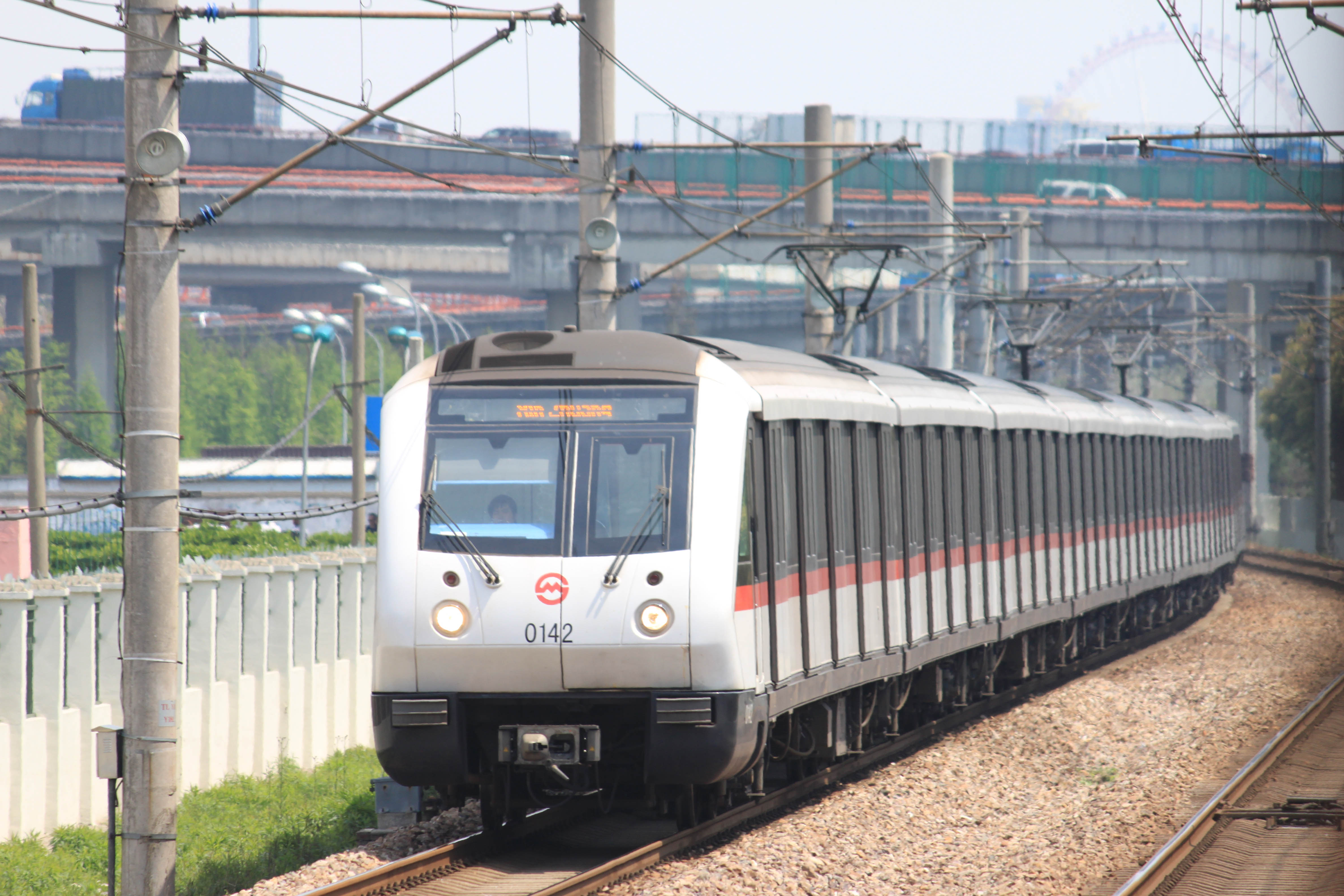
用于上海地铁的Metropolis地铁列车

- 1958年，阿尔斯通向中国提供了首批电力机车和电传动内燃机车。
- 1979年，在北京设立第一家代表处，是改革开放后最早来华开展业务的跨国公司之一。
- 1995年，天津阿尔斯通水电设备有限公司成立；為香港前九廣鐵路建造第3代都城嘉慕電動列車。
- 1999年，阿尔斯通（中国）投资有限公司在京成立；赢得三峡左岸电站8台水轮机和发电机组的订单。
- 2003年，赢得为白马热电站供应300MWCFB锅炉的合同。
- 2003~2004年，为龙山、平威、大别山项目，提供600MW本地制造的汽轮机和发电机。为惠州、宝泉和白连河三大抽水蓄能电站提供电力系统，总价值为3.57亿欧元。与合作伙伴一起向中国高速铁路提供60列动车组（和谐号CRH5型电力动车组），以及为大秦铁路运输提供180台双联货运机车。
- 2005年，同东方电气合作，赢得岭澳二期核电站项目，提供2套1000MW的汽轮机和发电机。
- 2006年，签署重要技术合作意向书，携手大同电力机车联合设计完成500辆世界最大功率的HXD2电力机车（9600KW）。
- 2006年5月完成南京地铁1号线的20辆列车、80套VVVF、320台牵引电机供应。
- 2007年，与中国铁道部签署总价超过3.5亿欧元的重要合同，为中国铁路提供500台货运电力机车以及为石太客运专线提供电气化基础设备。
- 2007年4月向南京地铁2号线提供了144辆地铁列车。
- 2008年1月阿尔斯通为南京地铁1号线南延伸段提供126辆地铁列车。
- 2008，迎接奥运，由阿尔斯通提供全自动信号系统的北京地铁首都机场线通车。
- 为上海地铁现有11条线中的8条提供了地铁车辆或信号系统。

## 阿爾斯通在台灣
1999年建造花蓮和平發電廠，台北捷運高運量列車的號誌為阿尔斯通製造，台北捷運文湖線中運量列車 VAL256 為阿尔斯通與馬特拉公司（已經併入西門子公司）製造，
台北捷運文湖線中運量列車 INNOVIA APM 256 。

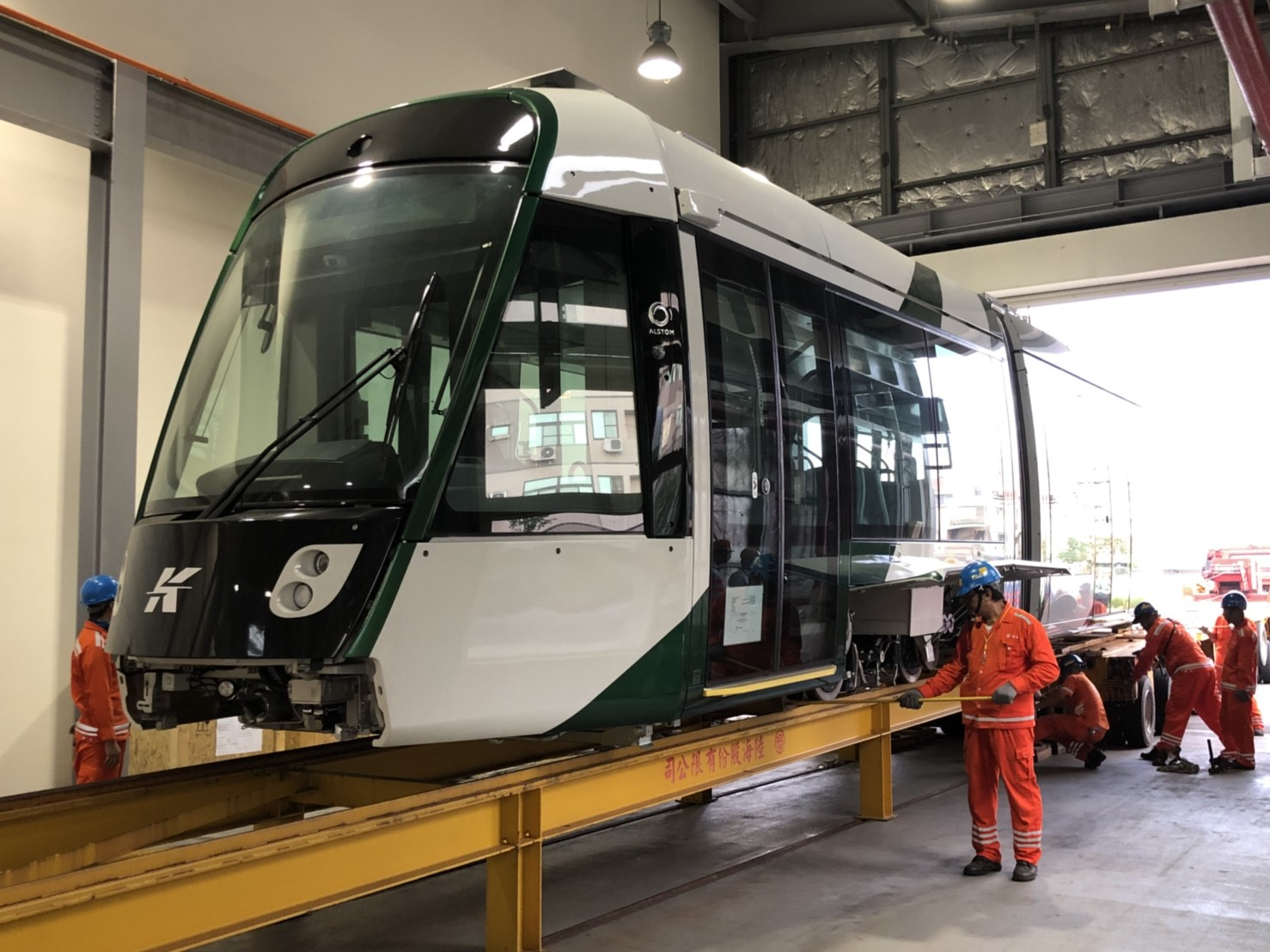
用于高雄環狀輕軌的Citadis X-05 305 列車

2016年8月，高雄環狀輕軌第二階段，環線北半圈的工程由中國鋼鐵與法國阿爾斯通合組的團隊獲選。採購15組 Citadis X-05 305 列車，首列列車於2018年9月5日運抵高雄前鎮機廠，第二輛列車歷經1個多月的海運，2018年12月13日凌晨4點抵達前鎮機廠，並進行車廂卸載作業。
阿爾斯通亦為台北捷運環狀線南北環29列中運量電聯車及第一階段17列中運量電聯車更新作業與台北捷運萬大線35列中運量電聯車採購合約得標廠商。

## 腐败调查
阿尔斯通被揭露曾向墨西哥有关司长及副司长的海外账户存款，以赢得价值280万美元的合同。2005年12月8日，墨西哥当局（Secretaría de la Función Pública）对阿尔斯通处以2.7万美元的罚款，并取消其两年内从联邦政府获得合同的资格。
据《华尔街日报》报道，阿尔斯通在1995年至2003年间，为赢得在亚洲和南美洲的合同，曾支付了数亿美元的贿款。2008年5月6日，法国当局对阿尔斯通展开调查，并称该调查是出于2007年5月瑞士政府提供的情报。阿尔斯通最初否认正被做与亚洲和南美洲合同有关的行贿调查。在一个案件中，《华尔街日报》称阿尔斯通支付了680万美元的贿款，以赢得一个扩大圣保罗地铁网络的4千5百万美元的合同。
从2011年11月起，美国司法部根据1977年《海外反腐败法》（FCPA）以美國國內法充當國際法，调查法國公司阿尔斯通於國際間的不法款项。阿尔斯通数年来一直拒绝配合美国司法部的调查，但在美国司法部公开指控阿尔斯通5名高层人员之后，阿尔斯通开始提供合作。
2014年12月22日，阿尔斯通与美国司法部达成暂缓起诉协议。阿尔斯通承认从1999年到2011年，阿尔斯通及其子公司在印尼、沙特阿拉伯、埃及、巴哈马和台湾的国有控股公司一起竞标各种电力项目。作为投标过程的一部分，阿尔斯通及其子公司通过「顾问」职位支付了大约7500万美元的款项，而这些款项全部或部分被交给有能力影响合同授予的官员。由于这些付款，阿尔斯通及其子公司在多个国家获得了价值约40亿美元的合同。阿尔斯通位于瑞士的子公司承认串谋指控，而两家美国子公司则同意履行与美国司法部达成的暂缓起诉协议的条款，包括承认伪造账簿和记录以及未能实施适当的内部控制，在三年时间内进行内部规范后即可撤销针对阿尔斯通的相关指控，并支付772,290,000美元的罚款，为美国FCPA执行以来，最高的外国贿赂刑事罚款。